# C3-Pflanze

Calvin-Zyklus

D-3-Phosphoglycerinsäure das erste stabile CO_{2}-Fixierungsprodukt bei C_{3}-Pflanzen. Die namensgebende Kette von drei Kohlenstoffatomen ist blau markiert.

C3-Pflanzen (auch Calvin-Pflanzen) arbeiten mit dem Grundtypus der Photosynthese, der sogenannten C3-Photosynthese. Da sich die Spaltöffnungen bei heißem und trockenem Wetter schließen, um einer zu hohen Verdunstung von Wasser vorzubeugen, zeigen sie im Vergleich zu C4- oder CAM-Pflanzen unter diesen Bedingungen eine verringerte Photosyntheseleistung. Sie sind jedoch unter gemäßigten Temperatur- und Lichtverhältnissen effizienter. Das Temperaturoptimum von C3-Pflanzen liegt bei 15 bis 25 Grad Celsius, während es bei C4-Pflanzen bei 30 bis 47 Grad Celsius liegt.
90 Prozent aller Landpflanzen gehören zu den C3-Pflanzen, insbesondere in den mittleren und hohen Breiten. Beispiele für C3-Nutzpflanzen sind Weizen, Roggen, Gerste, Hafer, Kartoffel, Sojabohne, Hanf oder Reis sowie weltweit alle Baumarten, für C4-Pflanzen Mais, Zuckerrohr oder Hirse.
Die Fixierung von Kohlenstoffdioxid erfolgt im Calvin-Zyklus bei der RuBisCO-Reaktion an Ribulose-1,5-bisphosphat (kurz RubP2). Die dabei entstehende Zwischenstufe ist hochgradig instabil und zerfällt spontan in zwei Moleküle D-3-Phosphoglycerat (kurz 3-PGA oder G3P), das erste stabile Zwischenprodukt bei den C3-Pflanzen. Da 3-PGA aus drei Kohlenstoffatomen aufgebaut ist, leitet sich davon der Name dieses Pflanzentyps ab.
In der Erdgeschichte entstanden zunächst die C3-Pflanzen. Ihr Schlüsselenzym, die Ribulose-1,5-bisphosphat-Carboxylase/-Oxygenase (RuBisCO), trat zu einem Zeitpunkt auf, zu dem die Atmosphäre reich an Kohlenstoffdioxid (CO2) und arm an Sauerstoff (O2) war. In diesem Umfeld bereitete die Assimilation keine Probleme, da es keine Verluste aufgrund von Photorespiration – Fixierung von O2 anstelle von CO2 – gab.
Die Frage, wie sich die Zunahme der CO₂-Konzentration in der Atmosphäre und der dadurch bewirkte Anstieg der globalen Temperaturen auf die C₃-Photosynthese auswirkt, ist noch nicht abschließend geklärt. Als feststehend kann betrachtet werden, dass die Zunahme der CO₂-Konzentration immer zu erhöhter Effizienz der Photosynthese führt, da die Pflanzen leichter mehr CO₂ aufnehmen können (sog. CO₂-Düngeeffekt). Fraglich ist aber, ob diese erhöhte Effizienz auch zu erhöhten Ernteerträgen führt. Ältere Untersuchungen und auch der dritte Sachstandsbericht des IPCC aus dem Jahr 2001 ließen eine solche Erhöhung erwarten. Neuere Untersuchungen, die auch die weiteren Effekte des Anstiegs der CO₂-Konzentration und der Temperaturen stärker berücksichtigen (Absterben der Pflanzen durch Zunahme von Hitze, Überschwemmungen, Bränden, Starkregen; geringerer Proteingehalt, also Nährwert des Getreides bei erhöhtem CO₂-Angebot) lassen keine signifikante Steigerung des Ernteertrages erwarten bzw. prognostizieren sogar eine Minderung der Ernteerträge.